# Fondettes
Fondettes är en kommun i departementet Indre-et-Loire i regionen Centre-Val de Loire i de centrala delarna av Frankrike. Kommunen ligger i kantonen Luynes som tillhör arrondissementet Tours. År 2022 hade Fondettes 10 917 invånare.

## Befolkningsutveckling
Antalet invånare i kommunen Fondettes
Referens:INSEE